# Piobesi Torinese
Piobesi Torinese (piemontesisch Piobes) ist eine Gemeinde in der italienischen Metropolitanstadt Turin (TO), Region Piemont.

## Lage und Einwohner
Piobesi Torinese liegt 20 km südlich von Turin. Das Gemeindegebiet umfasst eine Fläche von 19 km² und hat 3757 Einwohner (Stand 31. Dezember 2023).
Die Nachbargemeinden sind Candiolo, None, Vinovo, Castagnole Piemonte und Carignano.

## Geschichte

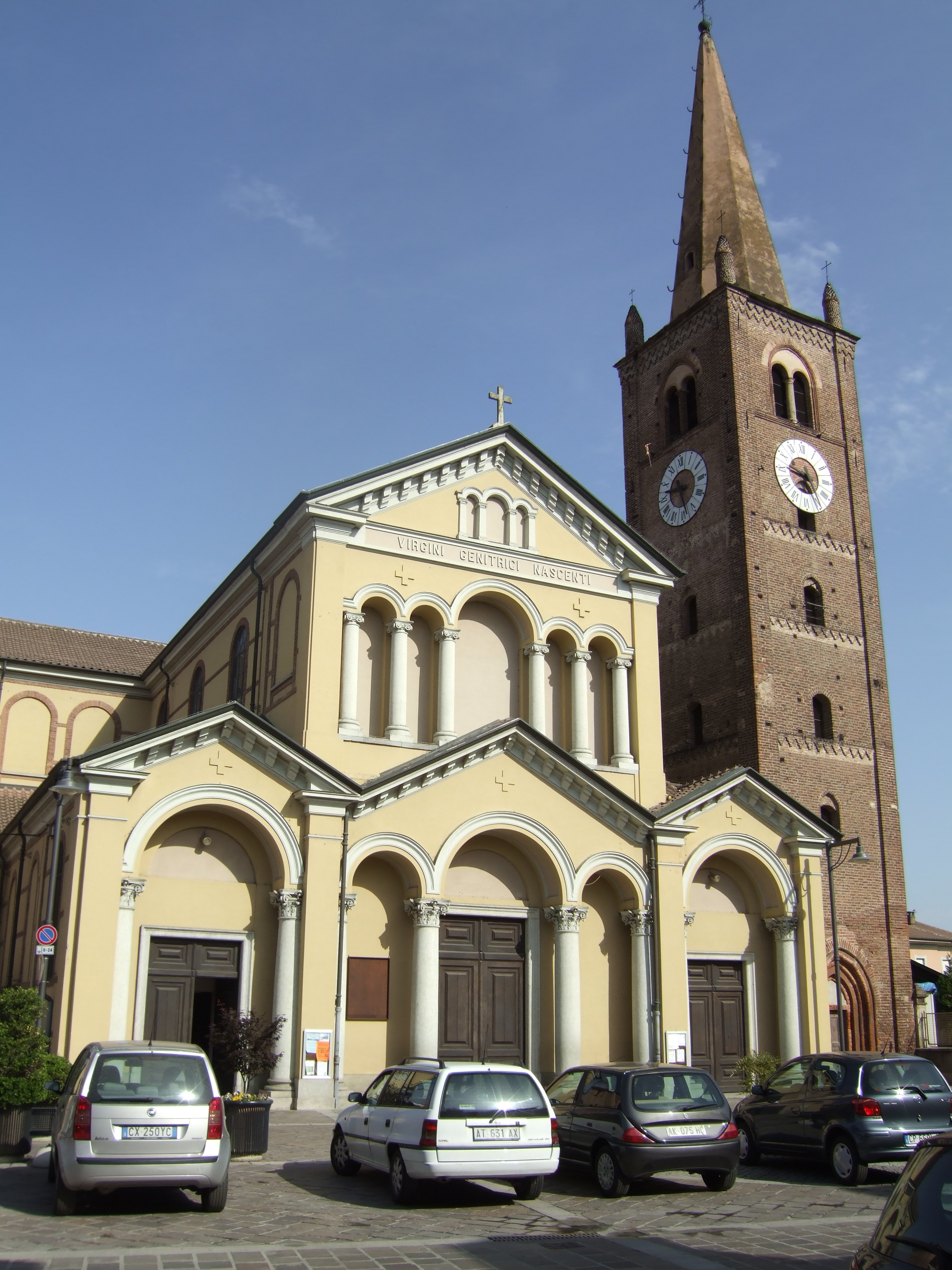
Kirche

Die Ursprünge von Piobesi sind römisch. Davon zeugen zahlreiche Grabsteine, die in der Gemeinde gefunden wurden, ein archäologisches Gebiet, das sich rund um den antiken Tempel San Giovanni erstreckt, und ein in der Gegend entdeckter Meilenstein. Auch die Kirche San Giovanni ist teilweise mit römischen Kacheln und Kacheln erbaut, was darauf hindeutet, dass an derselben Stelle oder in der Nähe ein heidnischer Tempel errichtet wurde.

## Partnergemeinde
Venzone, seit 1976